# Fabiana da Silva Simões
Fabiana da Silva Simõés, més coneguda com a Fabiana o Fabiana Baiana, nascuda el 4 d'agost de 1989 a Salvador de Bahia (Brasil), és una futbolista internacional brasilera que va jugar de lateral dret amb el FC Barcelona.

## Biografia
Fabiana juga la temporada 2007-2008 amb el club espanyol del Sporting de Huelva. En 2009 i 2010, juga als Estats Units amb els Boston Breakers.
Debuta amb la selecció del Brasil al novembre de 2006 i guanya la medalla de plata en els Jocs Olímpics de 2008 a Pequin. També va participar en la Copa del món de 2011 a Alemanya, en els Jocs Olímpics de 2012 i a la Copa del món de 2015 al Canadà.
El juliol de 2017, fitxa pel FC Barcelona on guanya dos títols en l'única temporada que hi juga.

## Palmarès
| Títol            | Club         | País      | Any  |
| ---------------- | ------------ | --------- | ---- |
| Copa de la Reina | FC Barcelona | Espanya   | 2018 |
| Copa Catalunya   | FC Barcelona | Catalunya | 2017 |